# الأصناف المتأثرة بالصيد الجائر
الكائنات المتأثرة بالصيد الجائر
تشير الكائنات المتاثرة بالصيد الجائر إلى  آثار الصيد الجائر والقبض على الحيوانات البرية على أصناف محددة و تشير في الاستخدام الحديث إلى الصيد الجائر لأصناف النباتات البرية. تعطي المقالة نظرة عامة عن الكائنات المهددة بالانقراض أو المتضررة بسبب الصيد الجائر حاليا في الأمريكيتين و أفريقيا الواقعة جنوب الصحراء الكبرى وجنوب شرق آسيا.

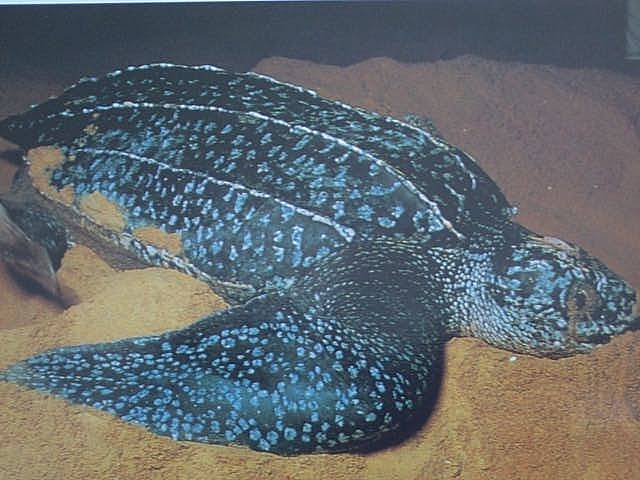
السلحفاة البحرية الجلدية الظهر معرضة عالميا للخطر بسبب الصيد الجائر للبيض واللحم والزيت.

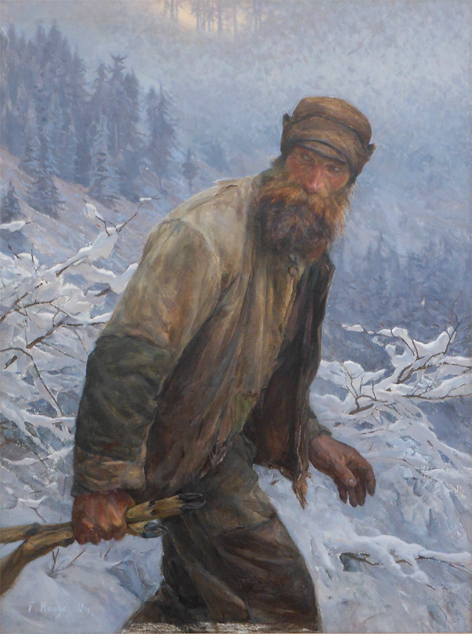
صائد جائر، رسمة فريدريك روج (1867-1950)

## في أمريكا الشمالية
كانت الجرائم ضد الحياة البرية منتشرة في أوائل التسعينات في بعض المناطق بالولايات المتحدة الأمريكية و قد ساوى أو فاق الصيد الجائرعدد الحيوانات المصيدة قانونيا. مع رواج صيد الحيوانات كوسيلة تسلية أصبح نشاط الصيد الجائر وتحديدا الصيد الجائر التجاري منتشرا في الولايات الغربية. يقتل الصيادون التجاريون الدببة الرمادية، الأيائل، الخراف ذات القرون الكبيرة، الظباء، الأسود الجبلية، النسور، الأفاعي.
تقتل أصناف الدببة المحلية كالدب الأسود الأمريكي للحصول على أعضاءها المستخدمة في الأطعمة الغريبة وتسخدم أيضا لأسباب علاجية أو لتحفيز الشهوة الجنسية. تصاد الفقمة للحصول على العاج من أنيابها، الغزلان لقرونها ولحمها ،الوشق الأحمر لجلودها ،الخرفان ذات القرون الكبيرة كتذكارز تستخدم قرون الغزلان والأعضاء الذكرية للفقمة لأسباب علاجية، تباع بيوض السمكة ذات المجداف وسمك الحفش على أنها كافيار، يصاد السمك الأحمر والقشريات وسمك السلمون المرقط والسلمون للحومها، الأفاعي لجلودها ، والنسور الصلعاء لريشها المستخدم في الفن الجنوب الغربي ،تصاد الأفاعي المجلجلة ذات الأنف البارز والأفاعي المجلجلة الصخرية والأفاعي المجلجلة المرقطة من الجهتين و وأفعى الملك الجبلية التي تعيش في سونوران وأفعى ميسيسوجا في أريزونا.
تجمع الملايين من النباتات المحمية بطرق غير شرعية كل سنة. يشمل الصيد الجائر للنباتات الحصاد الغير شرعي لجذور الجنسينغ ، السحالب ، الصبار المهدد بالانقراض ، النبات الإبريقي ، نبا فينوس الصائد للذباب ، وأصناف الأشجارمثل الأسبين والأَرْزْ الأحمر الغربي. يحصد الصائدون التجاريون المئات من  الزهور البرية في ذا جريت سموكي ماونتنز ناشونال بارك في كل عام وتحديدا أصناف نباتات جنسينغ الأمريكية والسحالب والتريليوم. صادر الحراس حوالي 11 عشر ألف من جذور الجنسينغ المحصودة غير شرعيا في ذا جريت سموكي ماونتنز ناشونال بارك بين 1994 و2004 وعزوا الصيد الجائر للجنسينغ إلى السوق السوداء المحلية والدولية الغير شرعية. تقدر قيمة جذور الجنسنينغ البرية الطازجة حوالي 65- 100 دولار لكل باوند وقيمة الجذور الجافة حوالي 260 -365 دولار لكل باوند ،يحصد أيضا الجنسينيغ غير شرعيا في وسكونسون و توجد شكك حول حصاد نبات خاتم الذهب في غابات هوزير المحلية.
قدر في عام 2007 بأن صائدي الببغاوات يصيدون حوالي 65 ألف -78,500 من الببغاوات البرية كل عام في المكسيك وذلك عن طريق وضع شبكات أو جمع الأعشاش الموجودة في تجويفات الشجر. حوالي 50 الف- 60 ألف (أكثر من 75%) من الببغاوات تموت قبل وصولها للزبائن.لم يصدر المسؤولين عن الحياة البرية في المكسيك بين 2003 و2006 تصريحات لصيد الببغاوات مما وفر حماية للتجارة الغير قانونية للببغاوات.يؤثر الصيد الغير شرعي للببغاوات البرية على معظم ال22 صنف من أصناف الببغاوات الوطنية في المكسيك. 
فصيلة الأمازونا: الأمازون ذو مقدمة الرأس البيضاء- الأمازون ذو مقدمة الرأس الحمراء - أمازون يوكوتان - الأمازون ذو مقدمة الرأس البنفسجية - الأمازون الشاحب- الأمازون ذو اللون الأحمر ما بين عينيه ومنقاره- الأمازون ذو الرأس الأصفر - الأمازون ذو مؤخرة العنق الصفراء.
فصيلة آرا: الماكاو العسكري – الماكاو الأحمر.
فصيلة أرنتجينا: الباراكيت الأخضر-الباراكيت المحيطي- الباراكيت ذو العنق الزيتوني- الباراكيت ذو مقدمة الرأس البرتقالية.
فصيلة الباروتليت المكسيكية: الببغاء ذو مقدمة الرأس البيضاء- الباراكيت ذو الذقن البرتقالي- الباراكيت ذو الخطوط الرفيعة – الببغاء ذو المنقار العريض.
يعد الصيد الجائر التجاري لثعالب الماء لفروها في المنطقة الاستوائية الحديثة خطرا مستمرا للشعوب المكسيكية وتعد باهيا ماجادلينا منطقة خطرة حيث تموت فيها السلاحف السوداء والسلاحف الضخمة الرأس وسلاحف رايدلي ذات اللون الزيتوني والسلاحف ذات منقار يشبه الصقور. يقدر موت أكثر من 600 من السلاحف البحرية في الخليج وغالبا ما يكون لتناول لحومها التي تعد من الأطعمة المترفة في المكسيك.

## في أمريكا الوسطى
يتعرض النسر المنعزل لتهديد خطير بسبب الصيد الجائر ويشكل الصيد غير الشرعي لحيوان التابير خطرا كبيرا للسكان في كوستا ريكا وبليز وباناما. تصاد في باناما أصناف الثدييات والأصناف تشمل: الغزال ذو الذيل الأبيض و غزال بروكيت الأحمر والخنزير البري ذو الرقبة و آغوط ( أحد القوراض الأمريكية) والقوطي. تصاد قرود جيوفري تامرين والقرود العواءة و قرود الكابشون والأبوسوم ذو الأذن السوداء بمعدل أقل. كان يصاد خروف البحر غير قانونيا الذي يعيش في جزر الهند الغربية في منطقة ميناء هونداروس في بليز حتى نهاية التسعينات ووكانت هناك شكوك حول قدوم الصائدين من جوتامالا وهونداروس.كانت تقتل خرفان البحر للحومها وعظامها فكانت تستخدم في صنع الحُلي والهدايا التذكارية التي تباع في الأسواق المحلية في شبه جزيرة اليوكوتان. قدر في عام 2002 موت حوالي 40 خروف بحر سنويا على امتداد ساحل نكاراجوان الشرقي وداخليا في الأراضي الرطبة بسبب الصيد الجائر والغرق العرضي في شبكات الصيد.

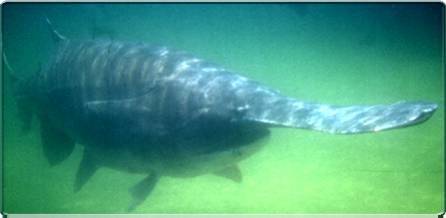
تصاد السمكة ذات المجداف لبيوضه

تصاد الكائنات الأخرى في دول أمريكا الوسطى وفي الجمهورية الدومينيكية للتجارة بها وهي حية وذلك يشمل: القرد جيوفري العنكبوتي والماراجاي ( قط بري صغير الحجم) وأصلوت (قط بري) و طائرالغوان ذو القرن الكبير وطائر الغوان المتوج وطائر القراز الكبير والديك الرومي ذو العيينات وببغاء الماكاو الأخضر الكبير وببغاء الهيسبانولاين أمازون وببغاء الهيسبانولاين
باراكيت والطوقان ذو المنقار الأحمر والطوقان ذو الجزء السفلي من المنقار لونه كستنائي والطيور الجارحة وأفعى بوا الوردية والأفعى المجلجلة وسلاحف جالاباجوس ( سلاحف ضخمة) والسحلية ذات جلد يشبه الخرز والإجوانا الخضراء والضفادع السامة وسلاحف المياه العذبة. تقتل الأفاعي وتماسيح سبيكتايكليد كايمان وتماسيح الموريليت والتماسيح الأمريكية لجلودها.تصاد الإجوانا السوداء وأصداف مانجروف والمحار الملكي للحومها.

## في أمريكا الشمالية
يصاد في كولومبيا طائر القراز المخوذ المهدد بالانقراض وطائر الغوان الضافر المهددان بالانقراض للحومهم وبيوضهم. تتعرض جاكتينجا الموجودة في الغابة المطيرة الأطلسية البرازيلية للخطر بسبب الصيد الغير قانوني. يعزو الانخفاض العالمي لعدد السلاحف الجلدية الظهر للصيد غير قانوني للبيوض وقتل الإناث التي تضع البيوض في مناطق التعشيش على امتداد السواحل الأمريكية الوسطى والشمالية للبحر الكاريبي وعلى الشاطئ الترغكانو الماليزي.
```
أفريقيا الواقعة جنوب الصحراء الكبرى
```

قدرت أعداد وحيد القرن الأسود المهدد بشدة بالانقراض الذي يسكن معظم أنحاء أفريقيا الواقعة جنوب الصحراء الكبرى حوالي 100 ألف في عام 1960 وتناقصت بشدة حتى وصل عددها إلى 4 آالاف و السبب الرئيسي لانخفاض عددها هو الصيد الجائر. تصاعد الصيد التجاري لوحيد القرن الأبيض والأسود في شمال أفريقيا من قتل 12 عشر وحيد قرن في عام 2004 إلى 945 وحيد قرن في2013. قد ازداد حصول الفيتناميون على قرون وحيد القرن. يصاد الفيل الأفريقي والأيون وظبي الكود الكبير وظبي إيلاند وظبي إمبالا وظبي دوكير وظبي ريدبك وظبي بوشبك والخنزير المشعر والخنزير الوحشي الأفريقي وبابون شاكما وجرذ كاين الكبير لتجارة لحوم الطرائد (اللحوم من الحيوانات البرية في موزمبيق. يصاد الفيل الأفريقي لأنيابه العاجية ( التي تعد أثقل أسنان لأية حيوان حي). ذُكِر في الصحافة في شهر أوكتوبر من عام 2013 بتسميم الصيادين لأكثر من 300 فيل أفريقي في هوانج ناشونال بارك في زمباوي وتبين المبالغة في تقرير التيلغراف البريطاني هذا (الذي أعيد نشره بين العديد من الصحف) وبلغ المجموع الأقصى 120 فيلا التي حددتها مصادرمستقلة. بالرغم من ذلك ادعى منصاروا المحافظظ على الطبيعية بأنَ الحادثة تعد أكبر مجزرة للحيوانات في شمال أفريقيا خلال ال25 سنة. لايزال الفيل الأفريقي هدفا كبيرا للصيادين وقدر بعض الباحثون باحتمال انقراض الفيل الأفريقي خلال 20-25 سنة في البرية. قد تناقص عدد الفيل الأفريقي إلى 60%-70% خلال عقدين (1979-2002).اصطيد 13,607 فيل في أفريقيا الوسطى في سنة 2012 لوحدها واصطيد في شرق أفريقيا 8,515 في 2012 سنة لوحدها.
```
ازداد الصيد غير الشرعي للفيل الأفريقي بصورة ملحوظة في سنة 2002 ويرتبط ذلك بزيادة سعر الأسواق السوداء المحلية للعاج وازدياد العاج غير القانوني المتجه إلى الصين. يوجد انخفاض بنسبة 3% للفيلة في عام 2011 لوحدها وتقديرات بقتل أكثر من 25 ألف -35 ألف فيل أفريقي لأنيابهم في عام 2002. بالرغم من منع تجارة العاج في عام 1989 ولايزال انخفاض عدد الفيلة في أفريقيا مستمرا وسيساعد إيجاد ومراقبة مصدر العاج غير القانوني  في كبح الصيد الجائر للفيل الأفريقي. تبلغ نسبة الفيلة التي فُتِلت في تينزانيا حوالي 60% فيل منذ 2010 والآن عددهم أقل من 44 ألف فيل والتي قُتِلـت في موزابيق بلغت نسبة 40% خلال نفس الفترة. يقتل السكان المحليون الفيلة للحصول على المال ولكن العقوبات عادة ما تكون طفيفة . تصيد المليشيات والمجموعات الإرهابية في أفريقيا الوسطى الفيلة خارج موطنهم ويختبئون داخل مناطق محمية ويقتلون حراس الغابة الذين يقفون في طريقهم. قدر استطلاع في عام 2014 بقتل 100 ألف فيل على الأقل للعاج بين 2010 و2012. حتى لو توقف الصيد الجائر للفيلة الآن ربما سيتطلب أكثر من 90 سنة ليصل فيلة الغابات إلى عددهم في سنة 2002 وذلك وفقا لاستطلاع.
```

## شمال شرق آسيا
يوجد أكثر400 مجموعة حيوانية من مهددة بالانقراض في الفليبين وجميعها صيدها غير قانوني.

## جنوب آسيا
صيد وحيد القرن في عصام
. 